# Abd-Al·lah ibn Úmar ibn Abd-al-Aziz
Abd-Al·lah ibn Úmar ibn Abd-al-Aziz fou fill del califa Úmar ibn Abd-al-Aziz.
El 744 Yazid III el va nomenar governador d'Iraq i Djibal on es va enemistar amb els caps sirians de la zona. Al pujar al tron Marwan II es va revoltar Abd-Al·lah ibn Muàwiya, besnet de Jàfar, el germà d'Alí ibn Abi-Tàlib (octubre) a Kufa però Abd-Al·lah ibn Úmar ibn Abd-al-Aziz el va derrotar i el va obligar a fugir.
Poc després el califa va donar el govern d'Iraq a An-Nadr ibn Saïd al-Haraixí, i Abd-Al·lah, que era a Hira, va refusar de deixar el càrrec. An-Nadr es va presentar amb les seves forces a Kufa i quan s'anaven a enfrontar van aparèixer el kharigites dirigits per Ad-Dahhak ibn Qays, i encara que An-Nadr i Abd-Al·lah van concertar un arranjament i van decidir combatre junts contra el cap kharigita, foren derrotats per aquest (abril o maig del 745). Abd-Al·lah va fugir a Wasit i Ad-Dahhak va entrar a Kufa. Els dos governadors van continuar tot seguit la seva lluita i Ad-Dahhak els va poder derrotar per separat. Abd-Al·lah, assetjat durant uns mesos a Wasit, va haver de signar un acord de pau amb Ad-Dahhak.
Va retornar a Damasc on fou arrestat per ordre de Marwan II, i va morir de pesta a la presó d'Haran (132 = 749/750)